# SOAS, Uniwersytet Londyński
Szkoła Studiów Orientalnych i Afrykańskich, Uniwersytet Londyński, znana jako SOAS, Uniwersytet Londyński, oficjalny akronim SOAS (ang. School of Oriental and African Studies, University of London) – brytyjska uczelnia, wchodząca w skład Uniwersytetu Londyńskiego, specjalizująca się w językach obcych, dyplomacji, politologii, historii i studiach nad kulturami Azji, Afryki, Bliskiego i Dalekiego Wschodu. W 2021 studiowało w niej 5200 studentów.

## Historia

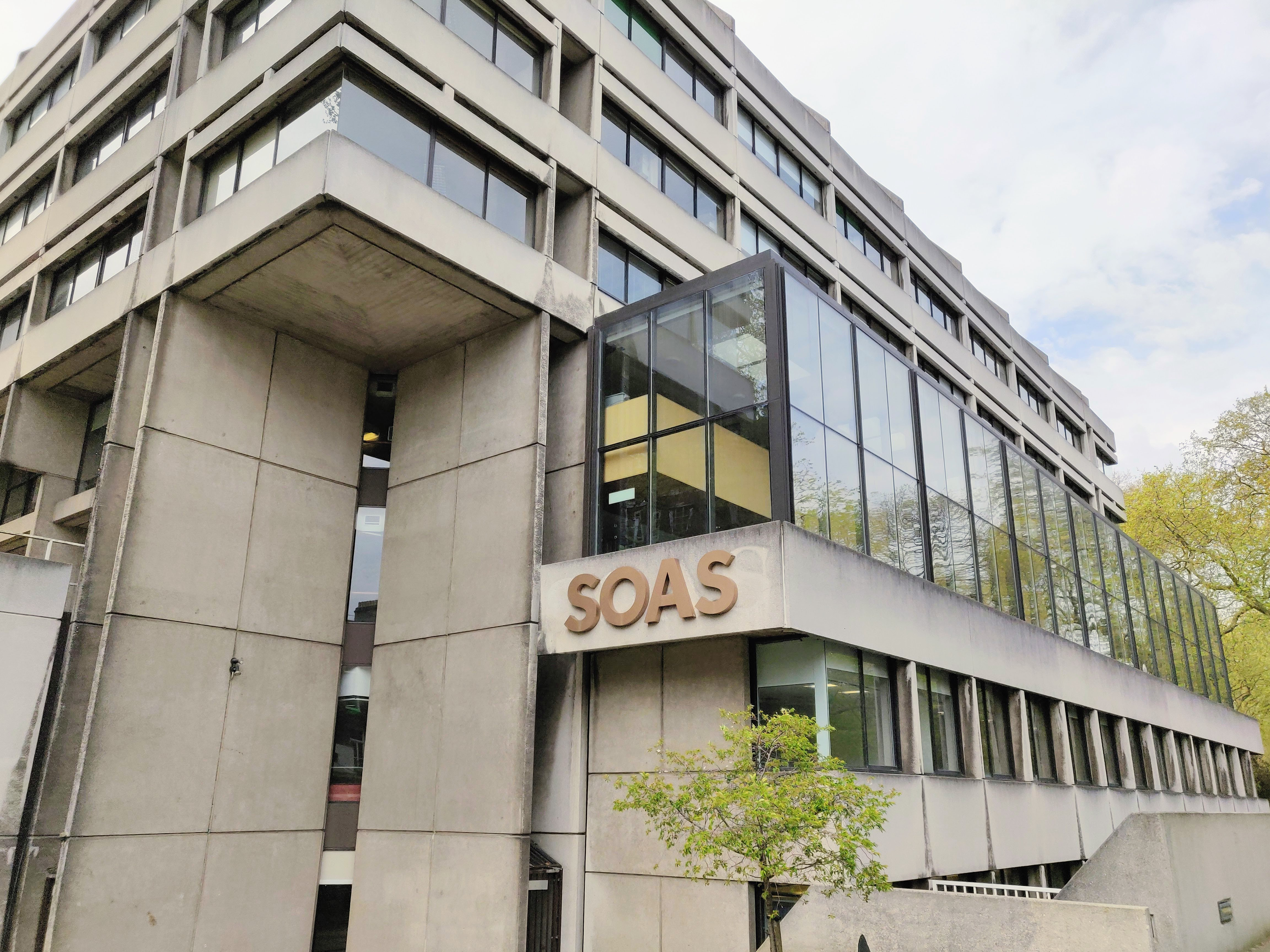
Brutalistyczny gmach biblioteki uczelni SOAS

Uczelnia została założona w 1916 z celem by kształcić przyszłych brytyjskich dyplomatów i administratorów kolonialnych w Afryce i Azji. W 1917 naukę rozpoczął pierwszy rocznik, inauguracji otwarcia przewodniczył ówczesny król Wielkiej Brytanii Jerzy V. Uczelnia wykształciła wielu przywódców państw, członków rządów, dyplomatów, prawników oraz uczestników życia publicznego na całym świecie.

## Znani absolwenci
m.in.

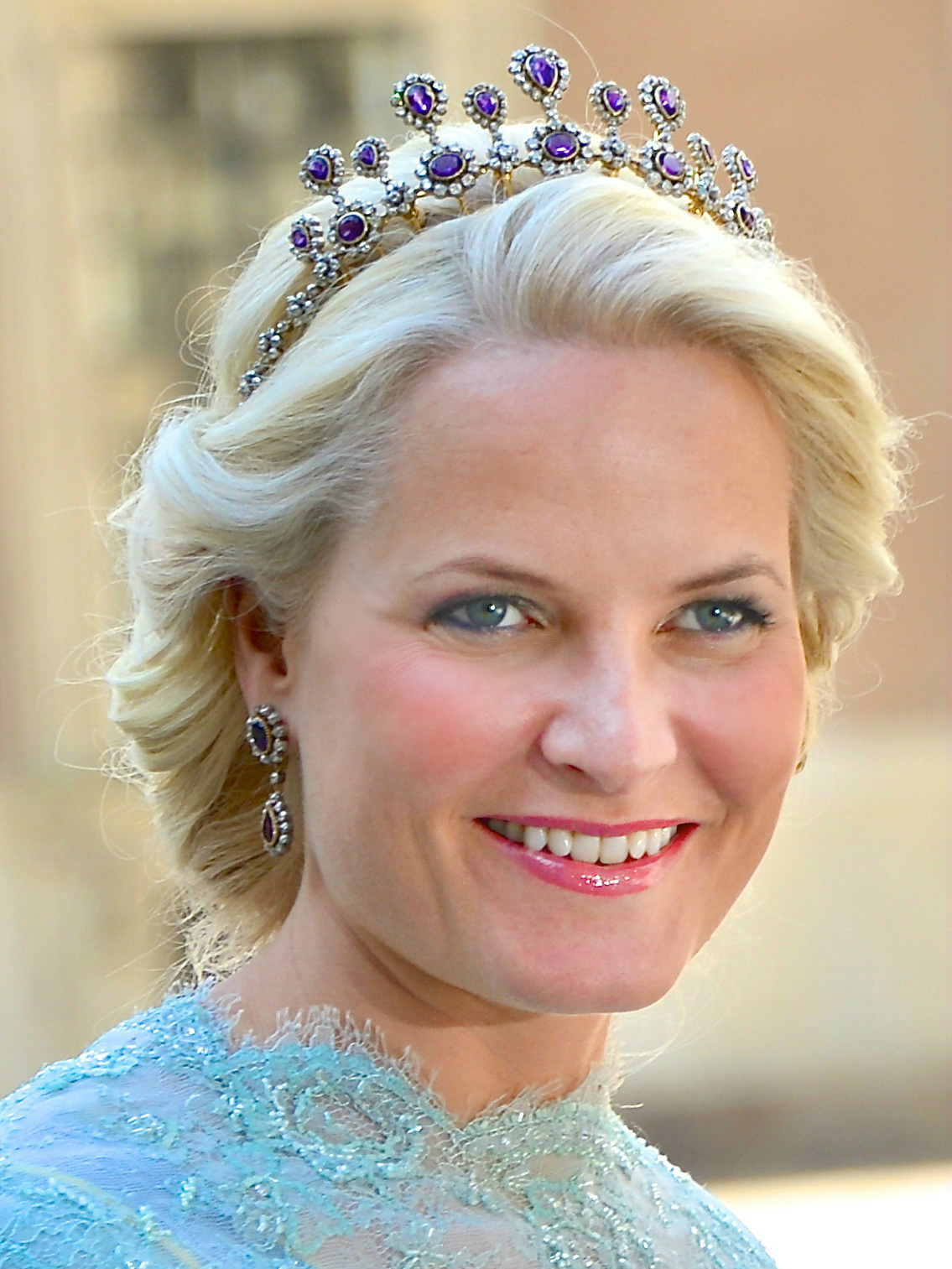
Mette-Marit, księżna koronna Norwegii
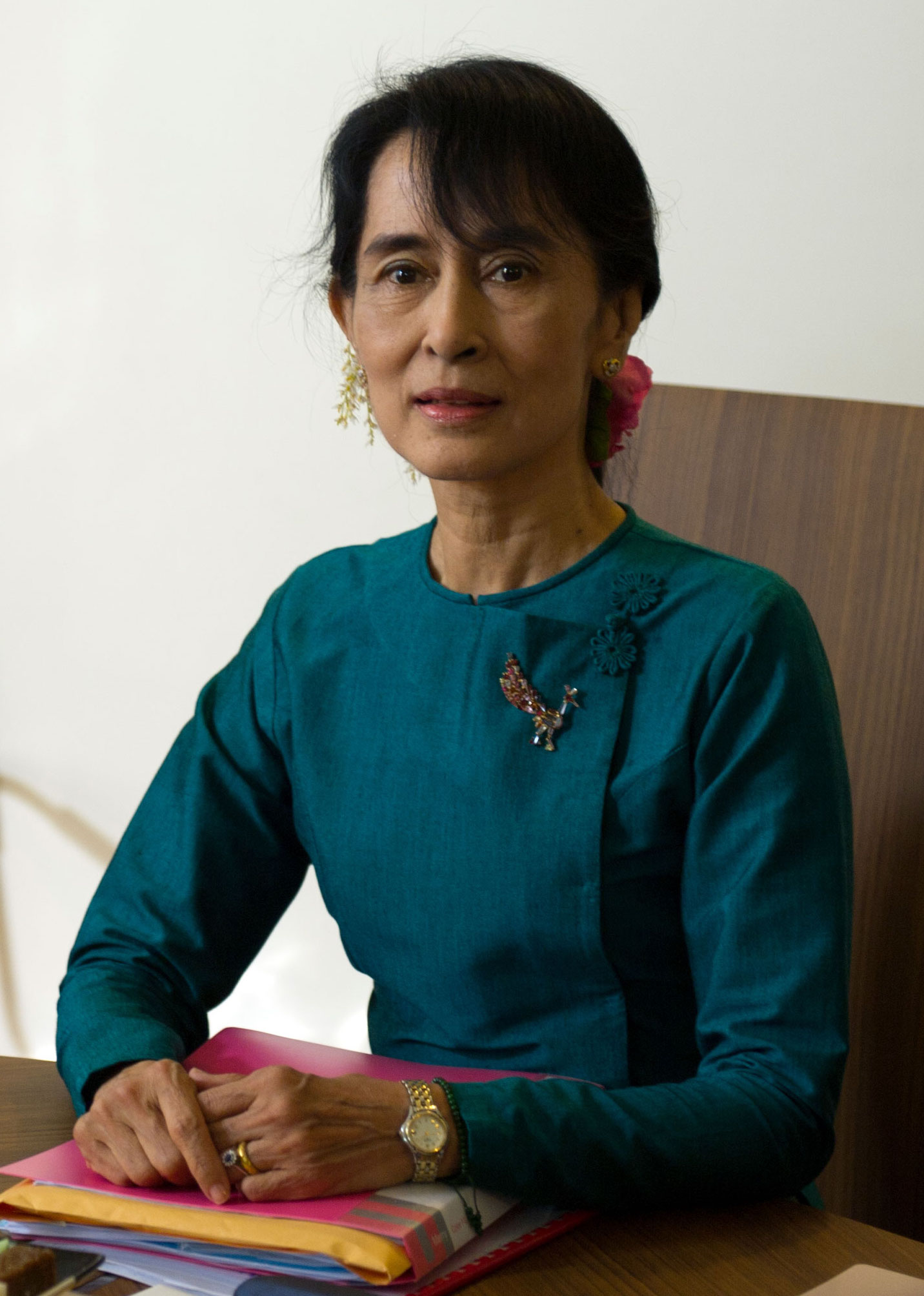
Aung San Suu Kyi, szefowa rządu Mjanmy, laureatka Pokojowej Nagrody Nobla
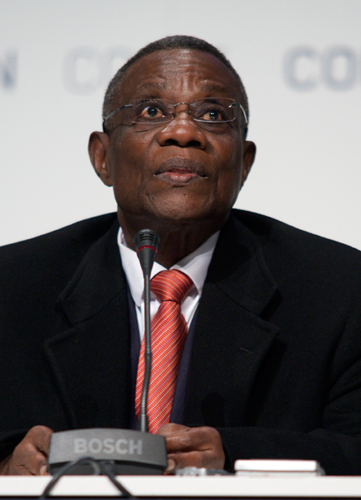
John Atta Mills, prezydent Ghany
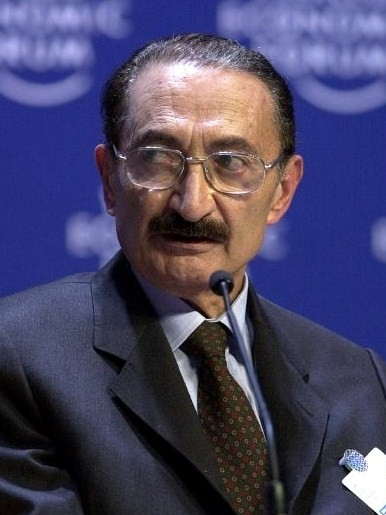
Bülent Ecevit, premier Turcji
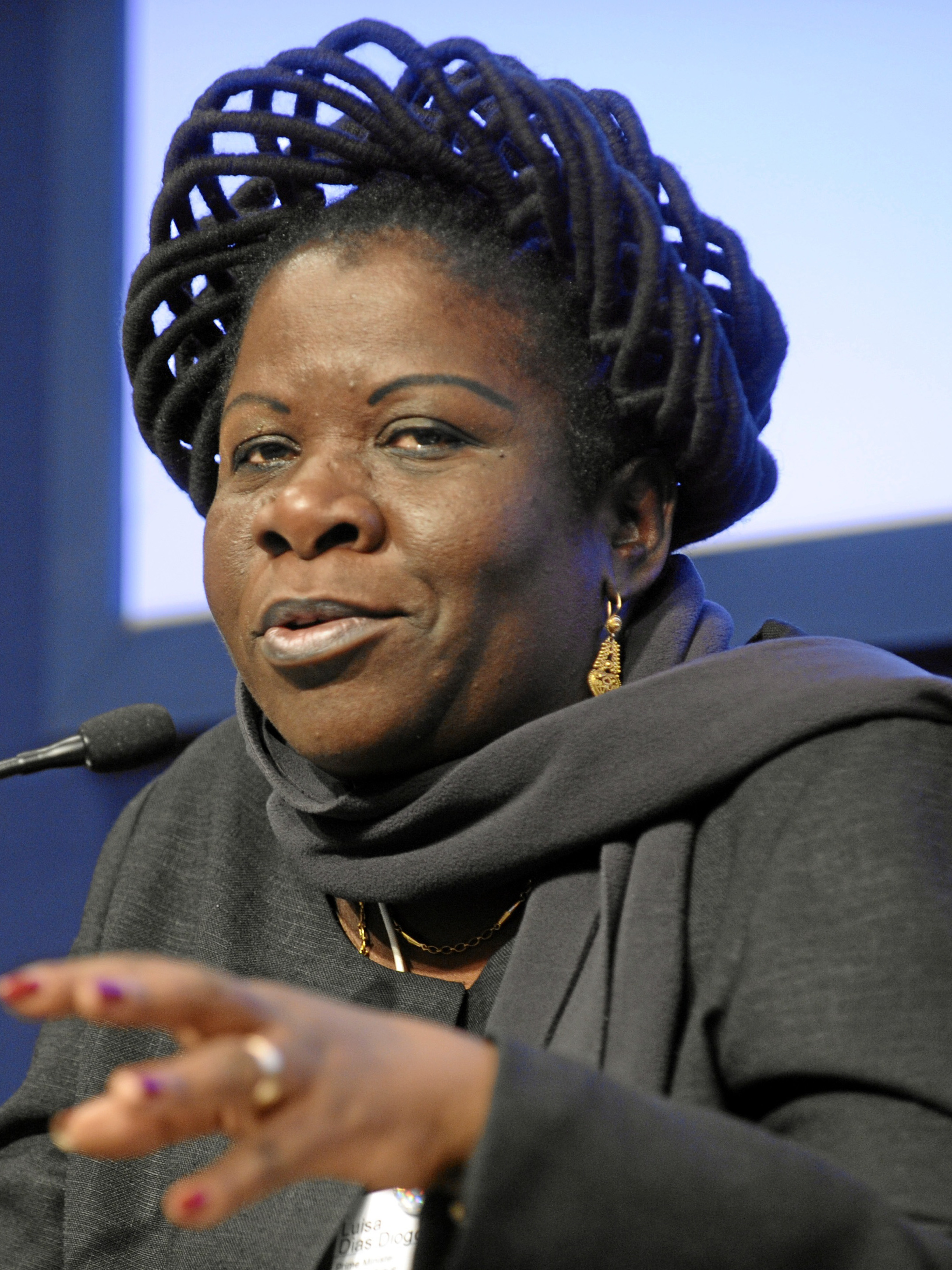
Luisa Diogo, premier Mozambiku
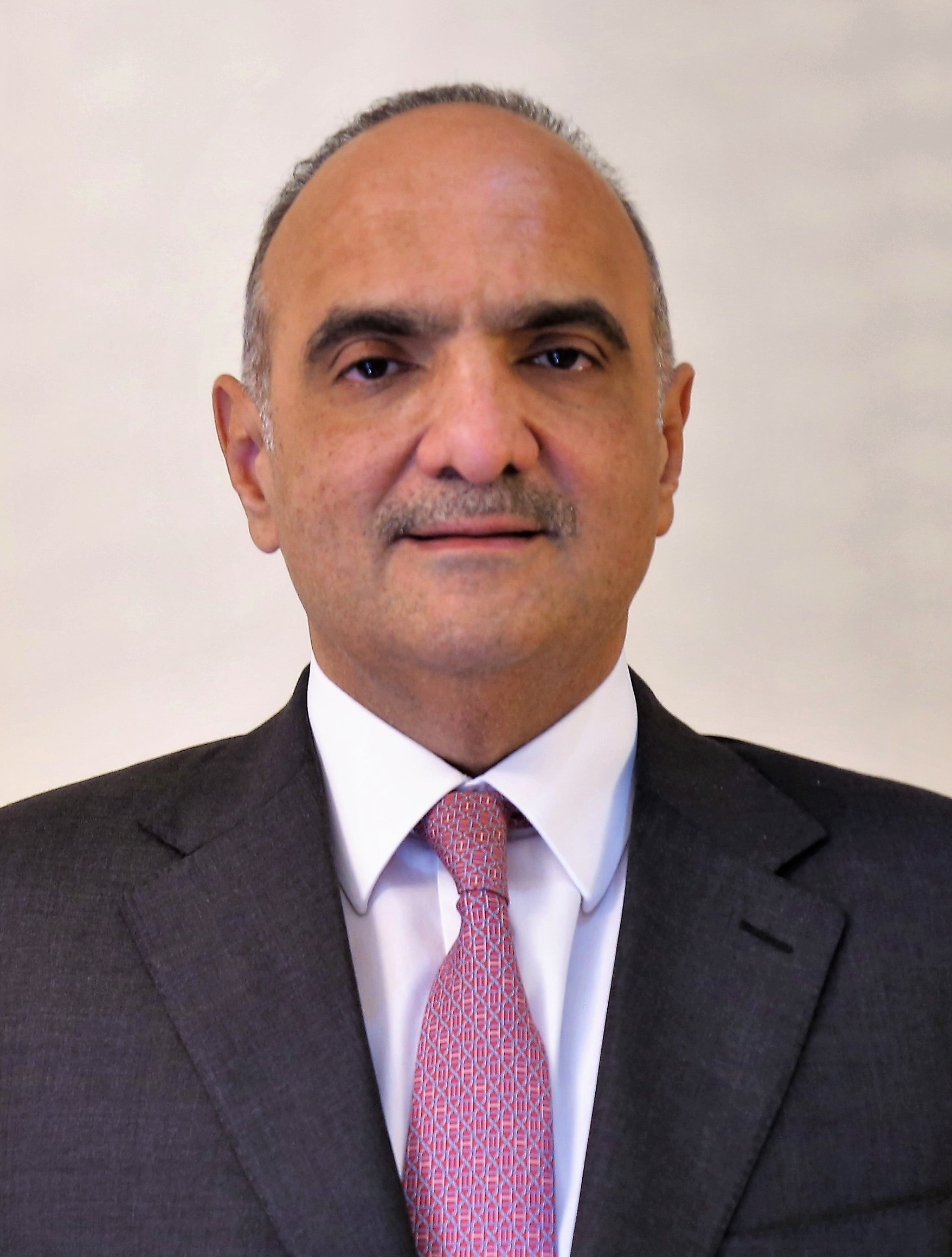
Biszr al-Chasawina, premier Jordanii
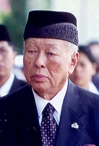
Salahuddin, król Malezji
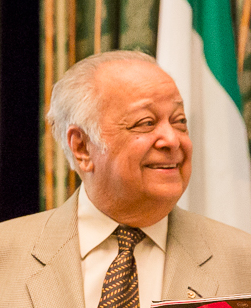
Shridath Ramphal, sekretarz generalny Wspólnoty Narodów
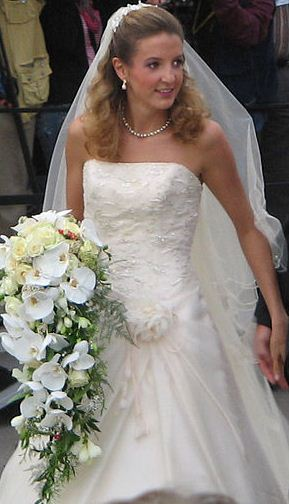
Tessy Antony-de Nassau, była księżna z Luksemburga
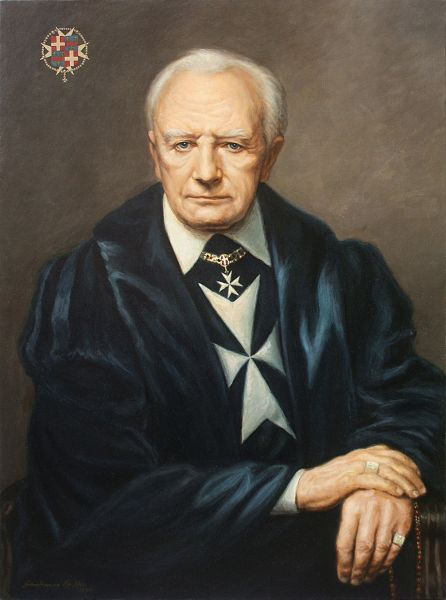
Andrew Bertie, wielki mistrz Zakonu Kawalerów Maltańskich

## Lokalizacja
SOAS mieści się w londyńskiej dzielnicy Bloomsbury. Uczelnia posiada dwa kampusy oddalone od siebie o 1,5 km – na Thornhaugh Street mieszczącej się przy Russell Square oraz przy Vernon Square. Oba mieszczą się w dzielnicy Bloomsbury w centralnym Londynie.